# Küda oja
Küda oja är ett vattendrag i landskapet Lääne-Virumaa i Estland. Det är 8 km långt. Den har sin mynning i bukten Kunda laht som är en del av Finska viken.